# Darko Dimitrov
Darko Dimitrov (macédonien : Дарко Димитров), né le 21 janvier 1973 à Skopje, Yougoslavie (aujourd'hui Macédoine du Nord) est un producteur de disques, parolier et arrangeur macédonien. Il a grandement participé à la revitalisation de la scène pop macédonienne au cours des années 1990.

## Biographie
Darko Dimitrov est le fils du chanteur et compositeur macédonien Slave Dimitrov. Sa famille a une riche histoire musicale - son grand-père, Blagoja Petrov Karagjule, était un éminent chanteur d'opéra et de musique traditionnelle. Darko Dimitrov est diplômé de l'Académie de Musique de Skopje et il a commencé à travailler dans le studio d'enregistrement de sa famille, le Studio Dimitrovi.
Sa première production à connaître le succès est la chanson Otvori go Pendžerčeto du groupe de rap Nulta Pozitiv et de la chanteuse folk Mitre Mitrevski. Après avoir produit la plupart du temps des artistes orientés vers hip-hop et la pop-rap au début des années 1990, Darko Dimitrov a ensuite travaillé pour la musique pop. À partir de 1996, il produit plusieurs chansons à succès pour des artistes comme Karolina Gočeva, Toše Proeski, Vlado Janevski, Darko Pancev, Anjeza Shahini, Ledina Celo, Leonora Jakupi et Marija Šerifović, vainqueure serbe du Concours Eurovision de la chanson 2007.
Dimitrov a aussi produit la chanson Ninanajna, entrée de la Macédoine au Concours Eurovision de la chanson 2006. Chantée en macédonien et en anglais par Elena Risteska, elle a reçu 56 points et s'est classée 12e, ce qui était le meilleur score du pays jusqu'à la 7e place de Tamara Todevska et sa chanson "Proud", une autre production de Dimitrov. En 1999, Dimitrov a publié une compilation de différents artistes qu'il a produit. L'album, 100% Hits: The Best of Darko Dimitrov a brisé les records de ventes nationales.
Il a co-fondé le label M2 Productions avec Ivo Jankovski, ancien directeur des groupes de rock macédoniens Leb i Sol, Arhangel et Anastazija. M2 Productions a organisé plusieurs télé-crochets qui ont fait émerger plusieurs figures de la pop macédonienne actuelle, comme Elena Risteska.